# Indian Hill
Indian Hill – miasto w Stanach Zjednoczonych, w południowo-zachodniej części stanu Ohio. Liczba mieszkańców w 2000 roku wynosiła 5907.